# Гайон (Арканзас)
Гайон (англ. Guion) — місто (англ. town) в США, в окрузі Ізард штату Арканзас. Населення — 68 осіб (2020).

## Географія
Гайон розташований на висоті 96 метрів над рівнем моря за координатами 35°55′38″ пн. ш. 91°56′19″ зх. д. / 35.92722° пн. ш. 91.93861° зх. д. (35.927103, -91.938513).  За даними Бюро перепису населення США в 2010 році місто мало площу 1,44 км², уся площа — суходіл.

## Демографія
Згідно з переписом 2010 року, у місті мешкало 86 осіб у 37 домогосподарствах у складі 26 родин. Густота населення становила 60 осіб/км².  Було 64 помешкання (44/км²). 
Расовий склад населення:
| - 86,0 % — білих - 11,6 % — осіб інших рас |

До двох чи більше рас належало 2,3 %. Іспаномовні складали 11,6 % від усіх жителів.
За віковим діапазоном населення розподілялося таким чином: 15,1 % — особи молодші 18 років, 54,7 % — особи у віці 18—64 років, 30,2 % — особи у віці 65 років та старші. Медіана віку мешканця становила 47,5 року. На 100 осіб жіночої статі у місті припадало 120,5 чоловіків;  на 100 жінок у віці від 18 років та старших — 121,2 чоловіків також старших 18 років.
Середній дохід на одне домашнє господарство  становив 55 508 доларів США (медіана — 28 214), а середній дохід на одну сім'ю — 25 467 доларів (медіана — 28 036). За межею бідності перебувало 28,6 % осіб, у тому числі 37,5 % дітей у віці до 18 років та 0,0 % осіб у віці 65 років та старших.
Цивільне працевлаштоване населення становило 33 особи. Основні галузі зайнятості: сільське господарство, лісництво, риболовля — 33,3 %, виробництво — 21,2 %, будівництво — 18,2 %.
За даними перепису населення 2000 року в Гайоні проживало 90 осіб, 26 сімей, налічувалося 37 домашніх господарств і 45 житлових будинків. Середня густота населення становила близько 60 осіб на один квадратний кілометр. Расовий склад Гайона за даними перепису розподілився таким чином: 88,89 % білих, 10,00 % — чорних або афроамериканців, 1,11 % — представників змішаних рас.
З 37 домашніх господарств в 21,6 % — виховували дітей віком до 18 років, 62,2 % представляли собою подружні пари, які спільно проживали, в 2,7 % сімей жінки проживали без чоловіків, 29,7 % не мали сімей. 27,0 % від загального числа сімей на момент перепису жили самостійно, при цьому 21,6 % склали самотні літні люди у віці 65 років та старше. Середній розмір домашнього господарства склав 2,43 особи, а середній розмір родини — 2,85 особи.
Населення містечка за віковим діапазоном за даними перепису 2000 року розподілилося таким чином: 23,3 % — жителі молодше 18 років, 2,2 % — між 18 і 24 роками, 16,7 % — від 25 до 44 років, 24,4 % — від 45 до 64 років і 33,3 % — у віці 65 років та старше. Середній вік мешканця склав 53 роки. На кожні 100 жінок в Гайоні припадало 91,5 чоловіків, у віці від 18 років та старше — 86,5 чоловіків також старше 18 років.
Середній дохід на одне домашнє господарство в містечкі склав 16 875 доларів США, а середній дохід на одну сім'ю — 20 833 долара. При цьому чоловіки мали середній дохід в 21 875 доларів США на рік проти 16 875 доларів середньорічного доходу у жінок. Дохід на душу населення в містечкі склав 11 264 долара на рік. Всі родини гайона мали дохід, що перевищує рівень бідності, 14,6 % від усієї чисельності населення перебувало на момент перепису населення за межею бідності, при цьому 12,9 % з них перебували у віці 64 років та старше.